# Einstiegsqualifizierung
Einstiegsqualifizierung (EQ; vormals Einstiegsqualifizierung Jugendlicher, EQJ) ist eine Maßnahme zur Berufsorientierung der Agentur für Arbeit. 
Ziel ist es, ausbildungssuchenden Jugendlichen die Möglichkeit zu bieten, durch ein 6- bis 12-monatiges Langzeitpraktikum in einem Ausbildungsbetrieb den Ausbildungsberuf zu erproben und sich dabei zu bewähren. Parallel zur betrieblichen Arbeit nimmt der Praktikant auch am Unterricht in der Berufsschule teil. So sollen dem Praktikanten im Laufe des Praktikums die Inhalte des ersten Ausbildungsjahres vermittelt werden. Sind Praktikant und Betrieb mit Zusammenarbeit zufrieden, so kann im Anschluss an das EQ ein Ausbildungsvertrag vereinbart werden. Die zuständige Kammer kann dann die Zeit des Praktikums anrechnen, um so gleich ins zweite Lehrjahr einzusteigen. Die Agentur für Arbeit fördert auf Antrag des Betriebes die Teilnahme an dieser Maßnahme der Berufsorientierung finanziell (jedoch nicht zu Verwechseln mit der Berufsausbildungsbeihilfe) und mit einer Sozialversicherungspauschale.
Die Vorteile liegen darin, dass der Bewerber sich vor Abschluss des Ausbildungsvertrags im Betrieb bewähren kann, so vermeidet der Betrieb ein unsicheres und aufwendiges Einstellungsverfahren. Darüber hinaus lernt der Praktikant frühzeitig die Anforderungen in Betrieb und Schule kennen, die Gefahr des Ausbildungsabbruchs ist damit reduziert. Ein möglicher Nachteil besteht darin, dass ein Betrieb eventuell nicht ernsthaft an der Übernahme in Ausbildung interessiert ist, sondern vielmehr darauf spekuliert, eine günstige Arbeitskraft zu haben, die dann vor dem Abschluss des Ausbildungsvertrags oder innerhalb der Probezeit wieder entlassen wird. Laut Bundesarbeitsministerium begannen im EQ-Programmjahr 2009/2010 über 50 Prozent der Jugendlichen im Anschluss an die Einstiegsqualifizierung eine Berufsausbildung. Damit ist es eines der erfolgreichsten Angebote um Jugendliche in eine Ausbildung zu vermitteln. Die Kosten und der bürokratische Aufwand sind vergleichbar gering und für die Beteiligten sind nur wenige Schritte erforderlich.